# Селище (Черкасская область)
Се́лище (укр. Селище) — село в Корсунь-Шевченковском районе Черкасской области Украины.

## История
В XIX веке село Селище было волостным центром Селищской волости Каневского уезда Киевской губернии Российской империи. В селе была Николаевская церковь. Священнослужители Николаевской церкви:
- 1799 — священник Демьян Матвеевич Сведерский
- 1866 — священник Влас Николаевич Креминский
- 1866 — дьячок Василий Власьевич Тараненков

В 1847 году был построен сахарный завод. 
По переписи 2001 года население составляло 1576 человек.

## Местный совет
19443, Черкасская обл., Корсунь-Шевченковский р-н, с. Селище

## Известные уроженцы
- Михаил Климович Руденко — Герой Советского Союза.
- Григорий Фокиевич Руденко  — участник гражданской войны 1918-1920 годов, участник Великой Отечественной войны, кавалер ордена Славы трёх степеней[2].